# Wojcieszyce (osada leśna w województwie lubuskim)
Wojcieszyce – jednozagrodowa osada leśna, dawna gajówka, w Polsce, województwie lubuskim, powiecie gorzowskim, gminie Kłodawa.
Na niemieckiej mapie sztabowej z 1934 r. została oznaczona jako Waldchof, Waldarbeiter gehöft.
W latach 1975–1998 gajówka znajdowała się na terenie województwa gorzowskiego.
Osada stanowi miejscowość wyodrębnioną w systemie TERYT. Wchodzi w skład sołectwa Wojcieszyce.  Posiada adres pocztowy (ul. Strzelecka 41) i jest przypisana do obwodu głosowania oraz okręgu wyborczego z siedzibą w tej wsi.